# Palacio de Zammittello
El Palacio Zammittello, también conocido como Castillo Zammittello (en maltés: Kastel Zamittellu) es un extravagante edificio campestre de estilo victoriano del siglo XIX situado en las afueras de Mġarr, Malta, en la carretera que conduce a Ġnejna. Fue construido por Sir Giuseppe Nicola Zamitt y ha permanecido en la misma familia durante los últimos 200 años. 

## Historia

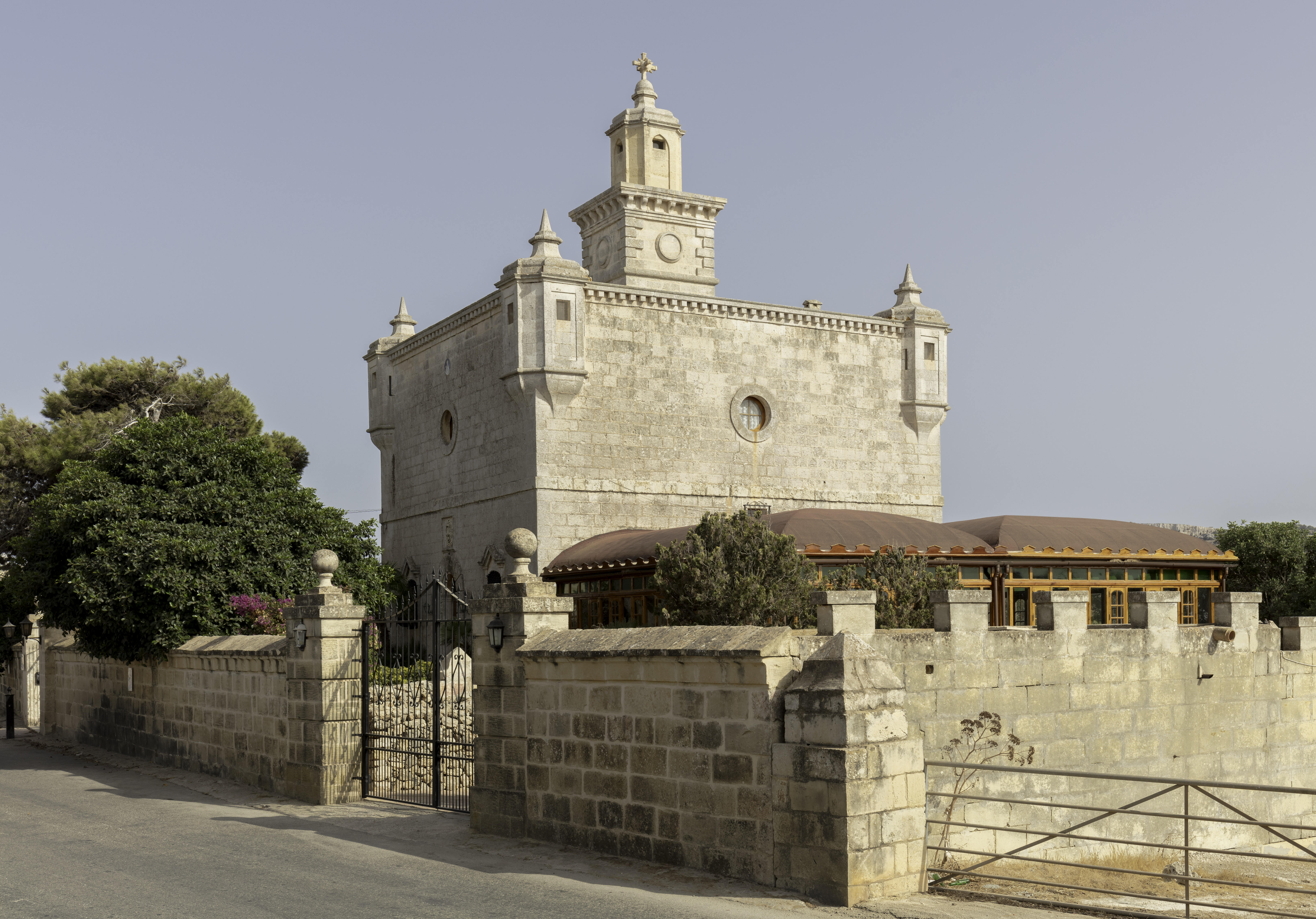
Vista desde la carretera.

El castillo fue construido por Sir Giuseppe Nicola Zamitt a principios del siglo XIX como una edificio rural : 186  en los límites de Mġarr, aunque fuentes comerciales afirman que data de 1675.
El último residente, el conde Francis Sant Cassia, era primo del propietario, el conde Francis Manduca, y fue asesinado en las afueras del local el 27 de octubre de 1988. El caso no ha sido resuelto.  Ahora se utiliza como lugar de celebración de bodas y para funciones privadas. : 186 

## Arquitectura

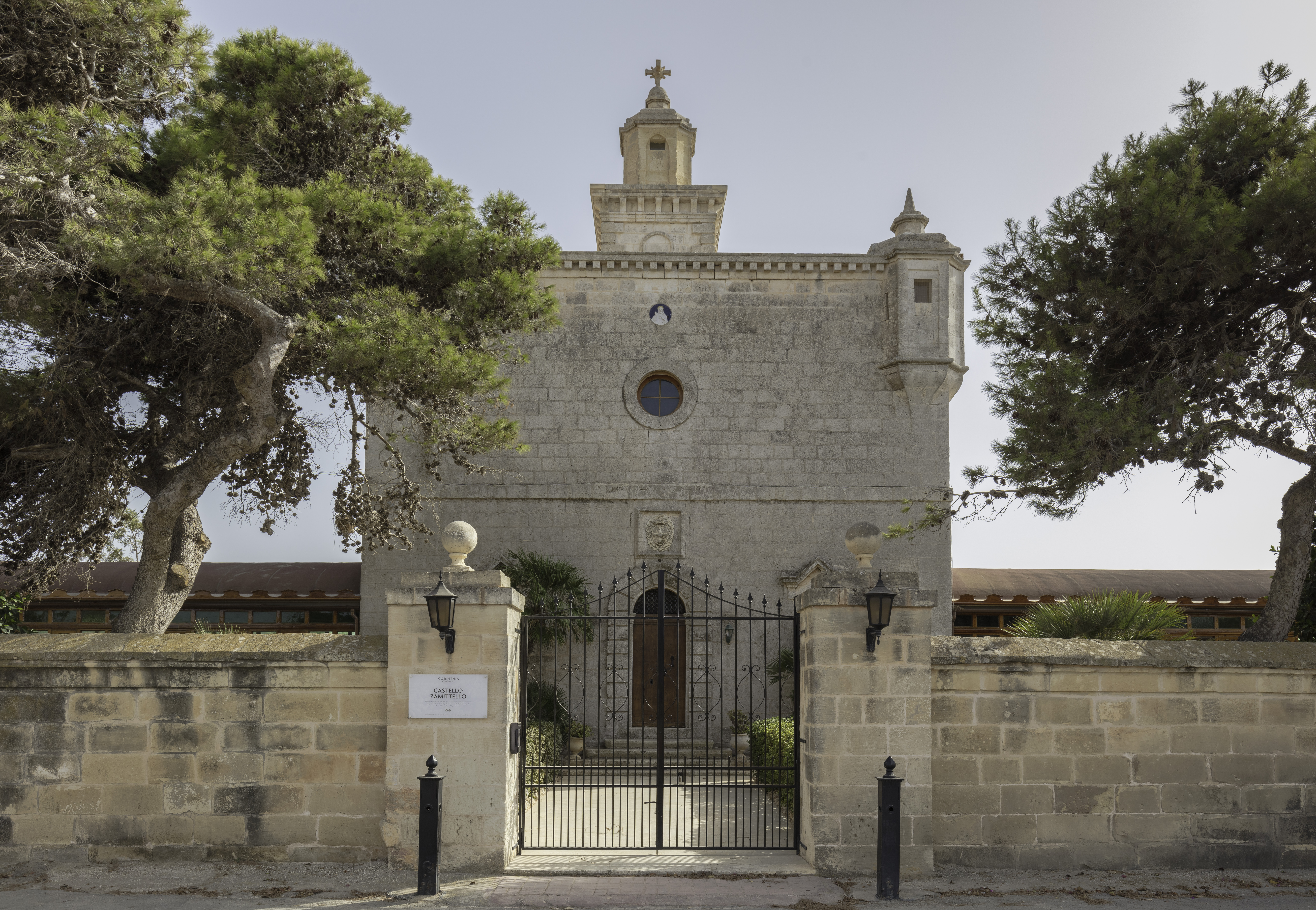
Vista frontal.

El Palacio Zammitello es una capricho arquitectónico ornamentado del siglo XIX, construida a imitación de la Torre de Londres. : 166  Aunque parece una fortificación, según el experto en arquitectura militar Stephen C. Spiteri, es "totalmente inútil desde el punto de vista defensivo".
Los nombres dados al edificio son inapropiados, ya que es comparable a una casa de campo, y su contorno es una residencia de forma cuadrada diseñada con la típica arquitectura victoriana. Destaca una torreta a nivel del techo y cuatro guerites. Estos últimos tienen un diseño único y nunca fueron deseables ni utilizados en el contexto militar maltés. Sobre la torre se encuentra una cruz cristiana, en forma de crucifijo.